# Stjepan Lončar
Stjepan Lončar (* 10. November 1996 in Mostar) ist ein bosnischer Fußballspieler. Der gelernte Zentrale Mittelfeldspieler steht in Polen bei Lech Posen unter Vertrag.

## Karriere

### Verein
Der bosnische Kroate spielte in seiner Jugend bei NK Široki Brijeg und gab am 24. Juli 2016 im Alter von 19 Jahren beim 1:1 im Heimspiel am ersten Spieltag gegen NK Vitez sein Debüt für die Profimannschaft in der höchsten Spielklasse in Bosnien-Herzegowina, als er kurz vor Schluss für Ivan Sesar eingewechselt wurde. In dieser Saison, in der sein Jugendverein in die Abstiegsrunde musste, kam er zu 23 Einsätzen, stand allerdings nicht immer in der Startformation. In derselben Saison gewann Lončar mit NK Široki Brijeg den bosnischen Pokal, nachdem im Finale, das im Hin- und Rückspiel ausgetragen wurde, nach Elfmeterschießen der FK Sarajevo bezwungen wurde. Dadurch qualifizierte sich der Verein für die UEFA Europa League, in der NK Široki Brijeg in der zweiten Qualifikationsrunde gegen den FC Aberdeen ausschied. In der Liga erkämpfte sich Stjepan Lončar einen Stammplatz und schoss am 4. November 2017 beim 4:1-Auswärtssieg am 14. Spieltag gegen NK Celik Zenica mit dem Treffer zum 1:0 sein erstes Tor im Punktspielbetrieb für seinen Verein. Zur Saison 2018/19 wechselte er nach Kroatien zu HNK Rijeka. In seiner ersten Saison in Rijeka, der drittgrößten kroatischen Stadt, erkämpfte sich Lončar einen Stammplatz und wurde mit dem Verein kroatischer Pokalsieger. In der Folgesaison konnte HNK Rijeka den Titel verteidigen.
Mitte September 2022 wurde für den Rest der Saison 2022/23 mit anschließender Kaufoption an den belgischen Erstdivisionär KV Kortrijk ausgeliehen. Lončar bestritt für Kortrijk 22 von 27 möglichen Ligaspielen und drei Pokalspiele.
Im Sommer 2023 wurde Lončar bis zum Jahresende an FK Astana ausgeliehen.
Im Sommer 2024 wechselte er zu Lech Posen.

### Nationalmannschaft
Von 2014 bis 2015 absolvierte Stjepan Lončar mindestens fünf Spiele für die bosnische U19-Nationalmannschaft. Er kam auch für die U21-Auswahl seines Geburtslandes zum Einsatz, nach dem Scheitern der Mannschaft in der Qualifikation zur U21-Europameisterschaft 2019 in Italien und San Marino schied er aus der U21 aus. Am 1. Juni 2018 debütierte Lončar für die bosnische A-Nationalmannschaft, als er im Freundschaftsspiel in Jeonju gegen Südkorea in der 85. Minute für Gojko Cimirot eingewechselt wurde. Zuvor kam er bereits am 31. Januar 2018 während eines Freundschaftsspiels in San Antonio (USA) gegen Mexiko zum Einsatz.

## Erfolge
- Ungarischer Meister: 2021/22
- Ungarischer Pokalsieger: 2022
- Bosnisch-herzegowinischer Pokalsieger: 2017
- Kroatischer Pokalsieger: 2019, 2020